# Conioscinella chilenica
Conioscinella chilenica är en tvåvingeart som beskrevs av Oswald Duda 1930. Conioscinella chilenica ingår i släktet Conioscinella och familjen fritflugor. Inga underarter finns listade i Catalogue of Life.